# 韦尔纳 (伊泽尔省)
韦尔纳（法語：Vernas）是法国伊泽尔省的一个市镇，属于拉图迪潘区（La Tour-du-Pin）克雷米厄县（Crémieu）。该市镇总面积5.87平方公里，2009年时的人口为221人。

## 人口
韦尔纳人口变化图示